# José López Enguídanos

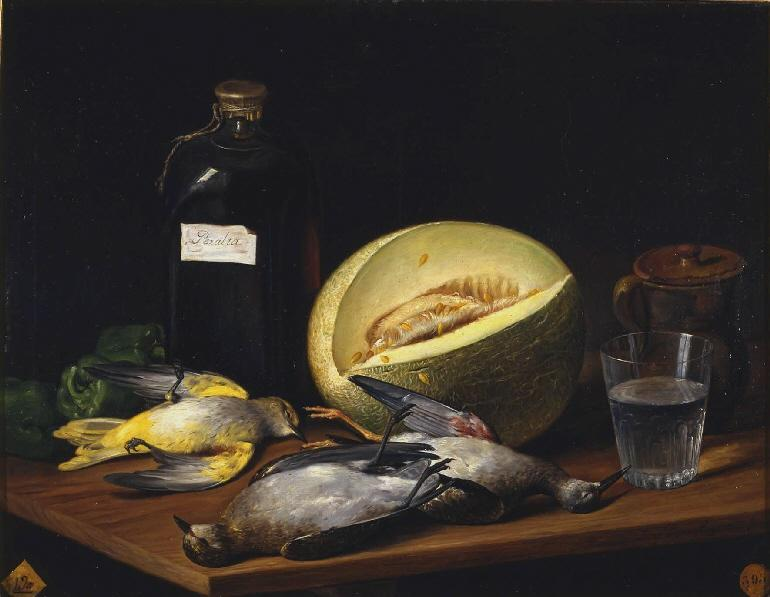
Bodegón, hacia 1807, óleo sobre lienzo, Madrid, Real Academia de Bellas Artes de San Fernando.

José López Enguídanos y Perlés (Valencia, 1760-Madrid, 1812) fue un pintor y grabador español, hermano mayor de los grabadores Vicente y Tomás López Enguídanos.

## Biografía
Inició sus estudios de dibujo en la Academia de San Carlos de Valencia, continuándolos en la Real Academia de Bellas Artes de San Fernando, en Madrid, donde se matriculó en 1774 como discípulo de Mariano Salvador Maella. Obtuvo premio en los concursos generales de 1781 y 1784, este último año por el óleo El emperador Heraclio llevando la Cruz al templo conservado en el Museo de la Real Academia. Colaboró con Antonio Ponz cuando este desempeñaba la secretaría de la Academia y le acompañó en algunos de sus viajes. Ingresó en la Academia como académico de mérito en 1795 y en 1806, gozando de la protección de Manuel Godoy, obtuvo el nombramiento de pintor de cámara a título honorífico y con derecho a sueldo dos años más tarde. Falleció en Madrid el 7 de agosto de 1812.
Como pintor de historias y retratos no pasó de un nivel discreto, existiendo constancia documental de haber realizado numerosas copias de obras ajenas, entre ellas de los retratos ecuestres del conde-duque de Olivares y del príncipe Baltasar Carlos de Velázquez, especializándose por ello en la pintura de bodegón, con la que obtendrá notable éxito. Seis de sus bodegones, varios de ellos procedentes de la colección de Godoy, se conservan en la Real Academia de Bellas Artes de San Fernando. Otros se encuentran en la Casita del Príncipe de El Escorial y en colecciones privadas.
Como grabador con intención didáctica realizó la Colección de vaciados de estatuas antiguas que posee la Real Academia de San Fernando (1794) y una Cartilla de principios de dibujo editada en Madrid en la Imprenta Real, en 1797, imitación de modelos franceses que siguió en uso hasta mediados del siglo XIX. En este orden, sin embargo, es mayor el número de dibujos que proporcionó sobre asuntos variados para ser grabados por otros artistas, incluyendo a sus hermanos Vicente y Tomás.